# Édouard Thomas
Pour les articles homonymes, voir Thomas.
Édouard Thomas est un footballeur français né le 8 septembre 1971 à Troyes (Aube).

## Biographie
Ce défenseur réalise toute sa carrière dans le club troyen à partir de la création de l'ATAC en 1986. Il accompagne le club champenois jusqu'en division 1 en 2001.
Titulaire à partir de 1997, il dispute plus de 100 matches en championnat professionnel (83 matches en D2 puis 28 matches en D1).
Il évolue par la suite dans le championnat amateur monégasque appelé Challenge Prince Rainier III.

## Carrière
- 1986-2002 :  ES Troyes AC[1]

## Palmarès
- Vice-Champion de France National 1 en 1996
- Vainqueur de la Coupe Intertoto en 2001